# Ну и Рыжик!
«Ну и Рыжик!» — цветной кукольный мультипликационный фильм режиссёров И. Уфимцева и М. Каменецкого. 

## Сюжет
По одноименной сказке Людмилы Зубковой о забавных приключениях щенят, мечтающих полететь в космос.

## Авторы и исполнители
| режиссёры | Иван Уфимцев, Михаил Каменецкий        |
| сценарист | Людмила Зубкова                        |
| художники | Владимир Дегтярев, Валентина Василенко |
| оператор  | Михаил Каменецкий                      |
| Бобик     | Мария Виноградова                      |
| Полкан    | Анатолий Папанов                       |
| Пудель    | Борис Рунге                            |
| Цыплята   | Клара Румянова                         |

## Упоминания в литературе
- Первый раз было показано 4-м выпуске киножурнала «Звёздочка»[1]
- «Сценаристы советского художественного кино», страница 148[2]
- «Короли комедии», страница 391[3]
- «Энциклопедия отечественной мультипликации», страница 785[4]
- «Искусство кино» [5]
- «Киноведческие записки», страница 305[6]

## Печатное издание
Произведение имело свою печатную версию.
Вышло оно тиражом в 600 000 экземпляров по заказу Бюро пропаганды советского киноискусства, в 1969 году, заказ №856, на полиграфкомбинате «Главполиграфпроме Комитета по печати при союзе Министров СССР», г. Чехов

Так же, в архиве «Государственного центрального музея кино» оцифрован фрагмент машинописного сценария